# کوداما گنتارو
کوداما گنتارو ((به ژاپنی: 兒玉 源太郎 Kodama Gentarō)؛ ۱۶ مارس ۱۸۵۲ – ۲۳ ژوئیهٔ ۱۹۰۶) سیاست‌مدار اهل کشور ژاپن بود.
همچنین برندهٔ جوایزی همچون نشان بادبادک طلایی و نشان خورشید فروزان شده‌است.